# The Cursed
The Cursed (en hangul, 방법; RR: Bangbeop) es una serie de televisión surcoreana dirigida por Kim Yong-wan y protagonizada por  Uhm Ji-won, Jung Ji-so, Sung Dong-il y Jo Min-su. Se emitió por el canal TVN los lunes y martes a las 21:30 horas (KST), del 10 de febrero al 17 de marzo de 2017. Está disponible también en la plataforma Netflix desde el 18 de marzo de 2022.

## Sinopsis
The Cursed trata sobre una adolescente que tiene la capacidad de provocar la muerte mediante el uso de nombres, fotos y pertenencias, y una reportera de temas sociales, que lucha contra el mal masivo escondido detrás de un conglomerado industrial de IT.

## Reparto

### Principal
- Uhm Ji-won como Im Jin-hee, periodista del Ministerio de Asuntos Sociales que empieza a sospechar de Forest cuando se hace cargo de un caso de asalto a la compañía.[4][5]
  - Kim Joo-ah como Im Jin-hee de adolescente.[6]
- Jung Ji-so como Baek So-jin, estudiante de secundaria.[4][7]
- Sung Dong-il como Jin Jong-hyun, presidente de Forest, la mayor compañía de IT de Corea.[4]
- Jo Min-su como Jin Kyung, chamán y jefe de una firma de consultoría espiritual, subsidiaria de Forest.[4]

### Secundario

#### Comisaría de policía de Seodong
- Jung Moon-sung como Jung Sung-joon, jefe de equipo y marido de Jin-hee.[8]
- Kim Do-yoon como Yang Jin-soo, detective.
- Hong Jung-ho como Lee Jin-seong, detective.
- Nam Yeon-woo como Yoon Jeong-hoon, detective.
- Seo Ji-hoo como Kang Young-soo, detective.
- Kim Byung-chun como jang Won-seok, jefe de la comisaría.

#### Forest
- Kim Min-jae como Lee Hwan, el secretario de Jin Jong-hyun.[8]
- Lee Joong-ok como Chun Joo-bong.[9][10][11]
- Park Seong-il como Min Jeong-in, empleado del equipo de codificación.

#### Personas en torno a Im Jin-hee
- Choi Byung-mo como Kim Joo-hwan, director del departamento de asuntos sociales de Joongjin Ilbo (aparición especial, ep. 1).[12]
- Kim Hak-sun como el director de Joongjin Ilbo.
- Kim In-kwon como Kim Pil-sung, investigador privado.[8]
- Ko Kyu-pil como Tak Jung-hoon, profesor de folklore y chamanismo.[8]

#### Otros
- Kim Shin-rok como Seok-hee, chamana, madre biológica de Baek So-jin.[13]
- Kwon Yul como Lee Jung-hoon, chaebol de tercera generación (aparición especial, ep. 4).
- Park Ji-yeon como la mujer de Yang Jin-soo.
- Kwon Dong-won como oficial de policía.
- Park Chan-woo como Park Woo-chan, periodista.
- Park Soyoon como jefe de contabilidad.

## Banda sonora original
| Parte | Publicación           | N.º | Título               | Letra                | Música               | Artista       | Duración |
| ----- | --------------------- | --- | -------------------- | -------------------- | -------------------- | ------------- | -------- |
| 1     | 25 de febrero de 2020 | 1   | Nobody knows         | Nodded               | Nodded               | Kim Yoon-ah   | 03:19    |
| 1     | 25 de febrero de 2020 | 2   | Nobody knows (inst.) |                      | Nodded               |               | 03:19    |
| 2     | 10 de marzo de 2020   | 1   | Supernatural         | Jang Sung-min, Mohno | Jang Sung-min, Mohno | Dong Woo-seok | 03:06    |
| 2     | 10 de marzo de 2020   | 2   | Supernatural (inst.) |                      | Jang Sung-min, Mohno |               | 03:06    |

## Producción
The Cursed es el debut como guionista de televisión de Yeong Sang-ho, que antes había escrito y dirigido películas comoTrain to Busan, Psychokinesis o Península. El mismo Yeong declaró que si la serie superaba el 3 % de audiencia, produciría una segunda temporada o una película. Al final, habiendo doblado este objetivo, se planteó la realización de una película que trata la historia posterior a la serie, mezclando personajes nuevos con los existentes.

### Continuación
En efecto, en julio de 2020 se anunció finalmente que la serie tendría una continuación en forma de película, titulada The Cursed: Dead Man's Prey. En ella participarían las mismas protagonistas Uhm Ji-won y Jung Ji-so, a las que se añadieron Oh Yoon-ah y Lee Seol. Tanto el director como el guionista serían los mismos de la serie. La película se rodó en el otoño de 2020 y se estrenó el 28 de julio de 2021.

## Recepción y audiencia
La serie tuvo una creciente aceptación por parte de la audiencia, que llegó a un promedio del 6,7 % y un máximo del 7,7 % en su episodio final, el más alto entre los canales de pago en ese día y franja horaria.
| Temporada | Temporada | Episodio número | Episodio número | Episodio número | Episodio número | Episodio número | Episodio número | Episodio número | Episodio número | Episodio número | Episodio número | Episodio número | Episodio número | Promedio |
| Temporada | Temporada | 1               | 2               | 3               | 4               | 5               | 6               | 7               | 8               | 9               | 10              | 11              | 12              | Promedio |
| --------- | --------- | --------------- | --------------- | --------------- | --------------- | --------------- | --------------- | --------------- | --------------- | --------------- | --------------- | --------------- | --------------- | -------- |
|           | 1         | 0.543           | 0.549           | 0.790           | 0.802           | 0.760           | 0.865           | 1.039           | 1.265           | 1.333           | 1.532           | 1.315           | 1.717           | 1.043    |

| Ep.                                                                                      | Fecha de emisión      | Título                     | Índices de audiencia (Nielsen Korea) | Índices de audiencia (Nielsen Korea) |
| Ep.                                                                                      | Fecha de emisión      | Título                     | Nacional                             | Seúl                                 |
| ---------------------------------------------------------------------------------------- | --------------------- | -------------------------- | ------------------------------------ | ------------------------------------ |
| 1                                                                                        | 10 de febrero de 2020 | Performer of the Procedure | 2,492 %                              | 2,210 %                              |
| 2                                                                                        | 11 de febrero de 2020 | Mysterious Occurrence      | 2,514 %                              | 2,560 %                              |
| 3                                                                                        | 17 de febrero de 2020 | The Cursed Forest          | 3,663 %                              | 4,440 %                              |
| 4                                                                                        | 18 de febrero de 2020 | Boomerang Effect           | 3,535 %                              | 3,656 %                              |
| 5                                                                                        | 24 de febrero de 2020 | Asin's Child Shaman        | 3,016 %                              | 3,051 %                              |
| 6                                                                                        | 25 de febrero de 2020 | Jinkyung Corporation       | 3,592 %                              | 3,584 %                              |
| 7                                                                                        | 2 de marzo de 2020    | Talisman                   | 4,203 %                              | 4,073 %                              |
| 8                                                                                        | 3 de marzo de 2020    | Sindorim                   | 5,020 %                              | 5,509 %                              |
| 9                                                                                        | 9 de marzo de 2020    | Possessed Buddha Statue    | 5,188 %                              | 5,726 %                              |
| 10                                                                                       | 10 de marzo de 2020   | Big City Private Eye       | 6,099 %                              | 6,790 %                              |
| 11                                                                                       | 16 de marzo de 2020   | Inugami                    | 4,750 %                              | 5,341 %                              |
| 12                                                                                       | 17 de marzo de 2020   | Jong Hyun                  | 6,721 %                              | 7,329 %                              |
| Promedio                                                                                 | Promedio              | Promedio                   | 4,233 %                              | 4,522 %                              |
| - En la tabla superior, en azul aparecen los índices más bajos, y en rojo los más altos. |                       |                            |                                      |                                      |

## Premios y nominaciones
| Año  | Premio                         | Categoría                    | Candidato    | Resultado | Ref.          |
| ---- | ------------------------------ | ---------------------------- | ------------ | --------- | ------------- |
| 2020 | 56.os Premios Baeksang Arts    | Mejor actriz revelación (TV) | Jung Ji-so   | Nominada  | [ 19 ]        |
| 2020 | Premios Asian Academy Creative | Mejor guion original         | Yeon Sang-ho | Ganadora  | [ 20 ] [ 21 ] |